# Thompson (samopal)
Thompson je americký samopal vyvinutý Johnem T. Thompsonem za první světové války. Stal se známým především v době prohibice v USA, kdy byl rozšířený jak v řadách americké policie, tak v podsvětí. Thompson byl znám také jako Tommy Gun nebo Chopper. Zbraň byla oblíbená především pro svou kompaktnost, účinné střelivo .45 ACP a vysokou spolehlivost.
Samopal Thompson byl široce používán v americké armádě a rovněž tvořil výzbroj spojeneckých vojsk v období druhé světové války. Používal se až do závěru vietnamské války a ještě v roce 1991 se nacházelo větší množství těchto samopalů ve skladech armády bývalé Jugoslávie.

## Vznik
V roce 1919 sestrojil americký generál John T. Thompson na základě mechanizmu patentovaného Johnem Blishem samopal vzoru Thompson M 1921 ráže .45 ACP. Tato zbraň disponovala závěrem částečně uzamčeným bronzovou závorou ve tvaru písmene H. Napínací páka závěru byla umístěna na horní straně pouzdra závěru, což umožňovalo ovládání závěru pravou i levou rukou. Samopal se vyznačoval kromě odnímatelné dřevěné pažby také přední pistolovou pažbičkou pro snadné držení zbraně při střelbě. Žebrovitý vnější povrch hlavně plnil úlohu chladiče. Od roku 1926 bylo možné nechat si vybavit samopal kompenzátorem zdvihu (verze se označovala No. 21AC). Používaly se schránkové zásobníky na 20 a 30 nábojů nebo bubnové na 50 a 100 nábojů. Tato zbraň vynikala značně vysokou spolehlivostí a životností díky kvalitnímu zpracování všech součástí.

## Konstrukce

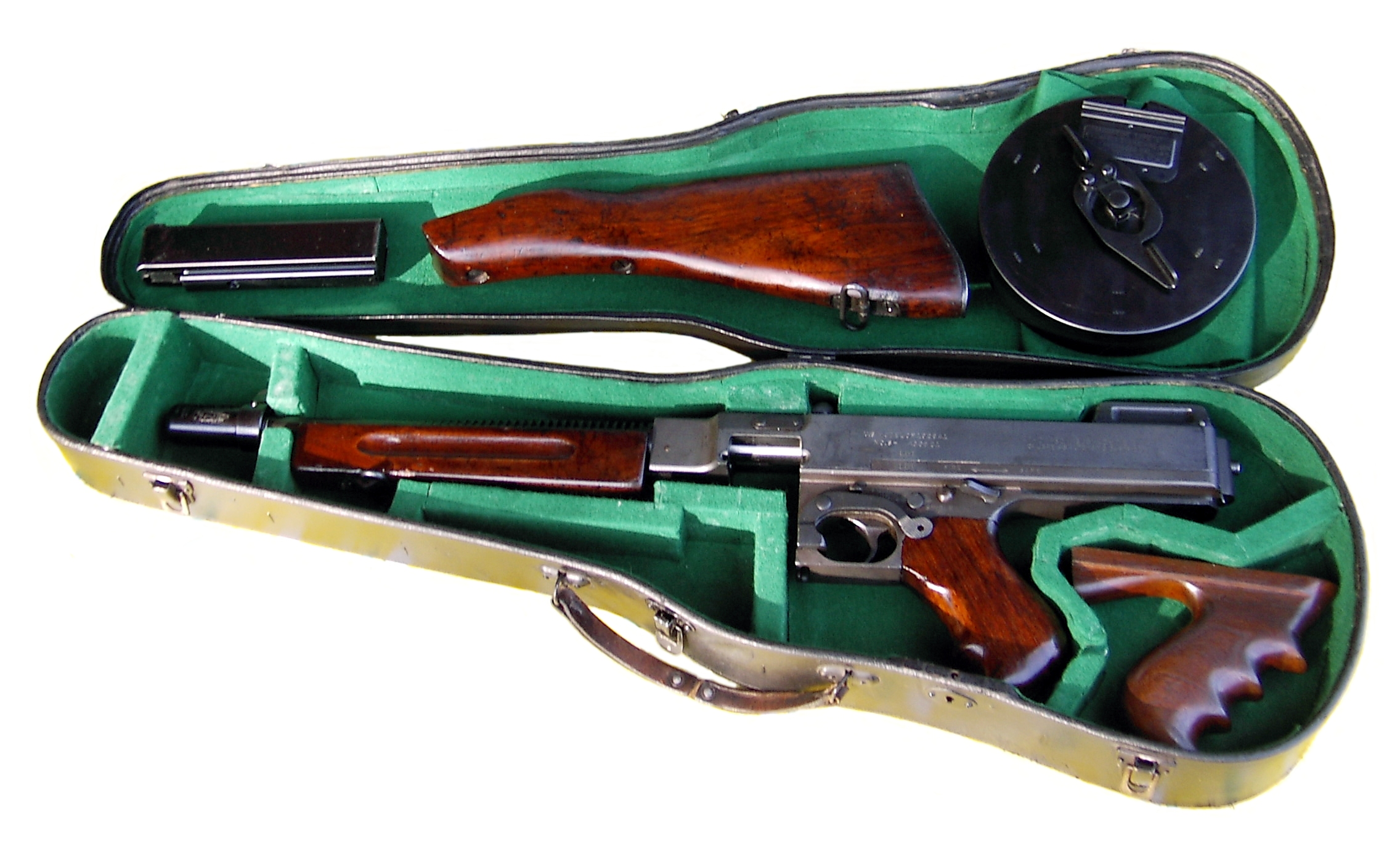
Thompson v pouzdře na housle

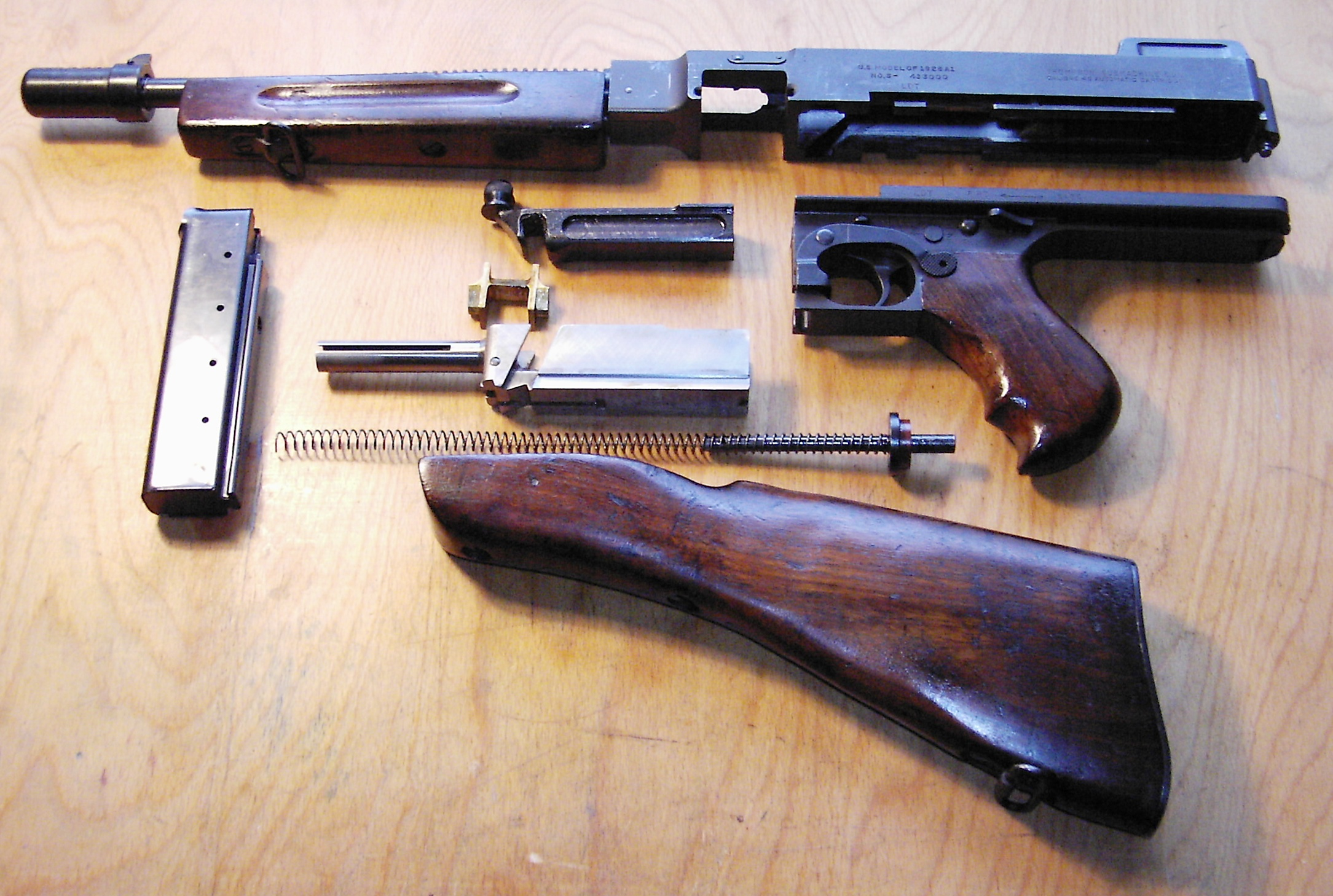
Rozebraný Thompson M1928A1

Samopal Thompson M 1928 je automatická palná zbraň určená ke střelbě jednotlivými ranami nebo dávkou. Používá náboj ráže .45 ACP.
Samopal má polouzamčený závěr brzděný třecím klínem. Závěrový mechanizmus se skládá z pouzdra závěru, závěru, třecího klínu a napínací páky. Zbraň střílí z otevřeného závěru, k odpálení náboje dochází při zavřeném a uzamčeném závěru v přední poloze. Výstřel začíná se závěrem v zadní poloze a s prázdnou nábojovou komorou. Stiskem spouště je uvolněn závěr a tlakem pružiny je posouván vpřed. Ze zásobníku je podán nový náboj a zasunut do nábojové komory. Těsně před koncem pohybu závěru, když je náboj zasunut do nábojové komory a třecí klín zajistil pouzdro závěru, bicí plocha kohoutu udeří na zápalník a dojde k novému výstřelu.
Po odpálení náboje je závěr vlivem tlaku prachových plynů na dno nábojnice hnán směrem dozadu. Přitom je brzděn silou vratné pružiny a třením šikmo uloženého třecího klínu až do chvíle, kdy třecí klín vyjede ze záběru s drážkami v pouzdře závěru. Přitom je stlačována vratná pružina a prázdná nábojnice je vyhozena doprava vzhůru. Závěr dojede do zadní polohy a cyklus výstřelu se může opakovat.
Pojistka se nachází na pravém boku pouzdra závěru nad zadní hranou pistolové rukojeti. Zajišťuje spoušťovou páku. Zbraň je odjištěna při postavení pojistky křidélkem dopředu.
Při střelbě jednotlivými ranami se do dráhy závěru vysune vahadlo přerušovače, excentricky uložené na ose páčky přepínání režimu střelby. Páčka přepínače režimu střelby se nachází na pravé straně pouzdra závěru jako pojistka, jen více vpředu k hlavni. V poloze křidélkem dopředu střílí zbraň dávkou, křidélkem dozadu pro jednotlivé rány.

### Zásobování náboji

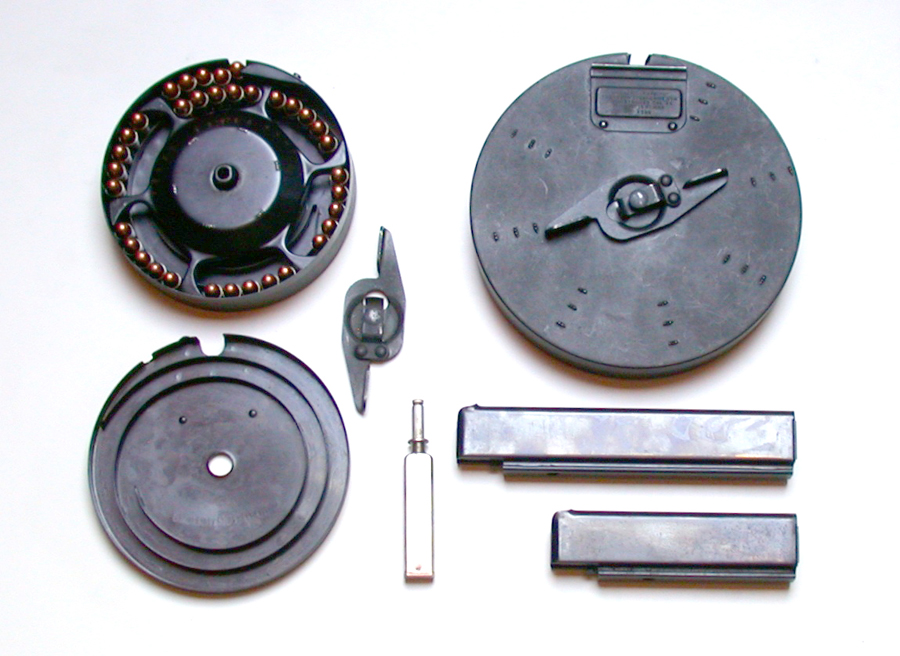
Bubnový a schránkový zásobník

Bubnový zásobník na 50 (typ L) nebo 100 (typ C) nábojů se nasazoval nikoliv zdola, ale z boku, vodorovným suvným pohybem. Jeho systém podávání nábojů byl odlišný od schránkového, po poslední ráně závěr zůstával v přední poloze.
Schránkový dvouřadý zásobník na 20 (typ XX) nebo 30 (bez označení) nábojů se nasazovaly zespoda do rybinovité drážky v pouzdře závěru. U schránkových zásobníků zůstával závěr po vystřelení posledního náboje automaticky otevřený v zadní poloze. Schránkové třicetiranné zásobníky vznikly až v průběhu druhé světové války.
Záchyt zásobníku se nachází vlevo. Jeho páčka leží za okénkem spouště v poměrně dobrém dosahu palce pravé ruky. Pro vyjmutí zásobníku se zatlačí směrem nahoru.

## Varianty
- Thompson M 1921

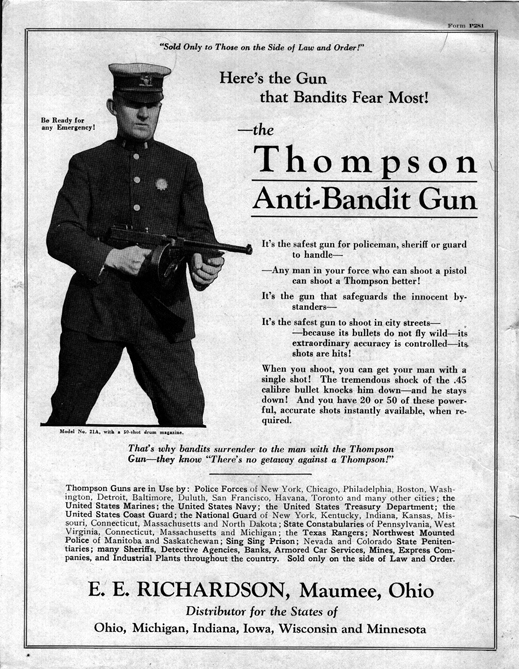
Thompson M 1921 s bubnovým zásobníkem

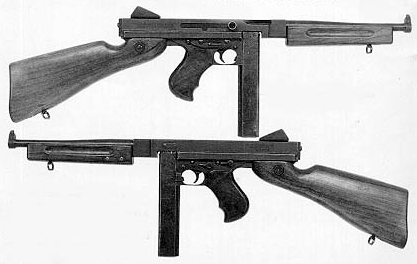
Thompson M1 A1 se zásobníkem na 30 nábojů

První vyráběná varianta nabízená k prodeji společností Auto Ordnance Corporation. Tento samopal vyráběla firma Colt v Hartfordu od roku 1921 a do začátku druhé světové války stačila dodat 15 000 kusů různým uživatelům, převážně policii. Americké ozbrojené síly nikdy oficiálně nezařadily verzi M 1921 do své výzbroje, ačkoliv menší počet používaly.
- Thompson M 1923

Modifikace s žebrovitým nebo hladkým povrchem hlavně o délce 326 mm, předpažbím místo přední pažbičky vybavená záchytem bodáku nebo varianta s dvojnožkou. Používal zesílený náboj ráže .45.
- Thompson M 1927

Modifikace střílející pouze jednotlivými ranami
- Thompson M 1928

Verze, která vznikla úpravou již vyrobených a neprodaných M 1921 na objednávku USMC. Námořnictvo požadovalo snížit kadenci zbraně, toho bylo dosaženo zvětšením hmotnosti závěru.
- Thompson M 1928A1

Verze M 1928 s upraveným úderníkem. Samopaly Thompson se ve dvacátých a třicátých letech v amerických ozbrojených silách rozšířily poměrně málo. Jako první ozbrojená složka objednala v roce 1928 malý počet těchto samopalů americká námořní pěchota. Po zahájení druhé světové války se konečně začaly vyrábět ve velkých počtech a byly zařazeny do výzbroje americké armády a námořnictva. Francie objednala roku 1939 3750 kusů a o rok později rovněž Velká Británie větší množství. Výroba probíhala u firmy Savage.
- Thompson .30 Carbine

1
- Thompson M1

Dokonalé zpracování zbraně se v případě masové válečné výroby začalo jevit jako nevýhoda. Samopal byl velmi náročný na spotřebu materiálu a vyžadoval složitou a drahou obráběcí technologii. Proto se v říjnu roku 1942 objevila ve výrobě zjednodušená verze M1 vyznačující se neuzamčeným závěrem s napínací pákou na pravé straně.
- Thompson M1 A1

Modifikace z roku 1943 s pevným dioptrickým hledím namísto stavitelného. Zjistilo se, že přes úspory materiálu i technologická zjednodušení nebylo zlevnění výroby příliš výrazné, takže produkce tohoto samopalu skončila již roku 1943 ve prospěch nového jednoduššího samopalu typu M3.

## Thompson v německých službách

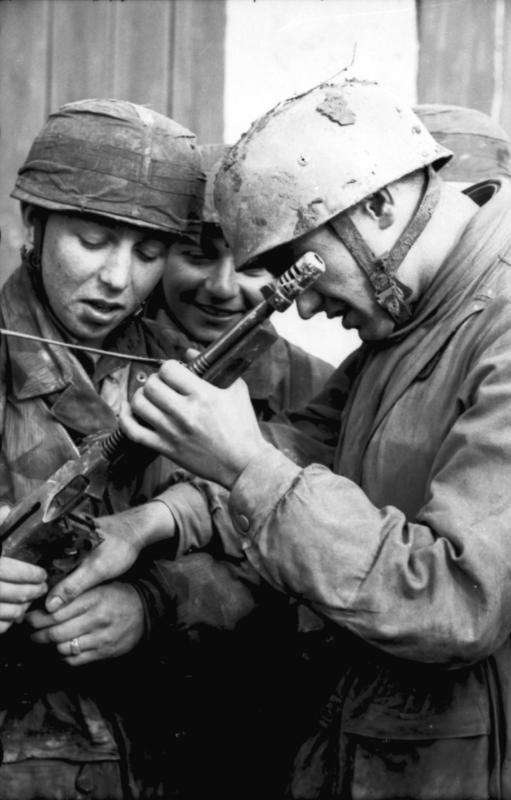
Německé jednotky v Tunisku s modelem M1928A1

Samopaly Thompson se jako válečná kořist dostaly i do výzbroje německé armády. První kořistní zbraně tohoto typu (německé označení MP 761 (F)) převážně modelu 1921 byly ukořistěny ve Francii. Další byly získány při bojích proti britské armádě v Severní Africe (německé označení MP 760 (E)) Několik desítek kusů pocházelo z Jugoslávie, kde byly shazovány z letadel v rámci pomoci partyzánům (německé označení MP 760 (J) ).
Sovětskému svazu bylo od listopadu 1941 do dubna 1942 dodáno 75 000 kusů samopalu Thompson, poměrně velký počet jich byl ukořistěn německými vojsky. Jejich německé označení bylo MP 760 (R).
Poslední zbraně byly získány jako kořist z výzbroje amerických vojáků po otevření druhé fronty v Itálii a Francii. Tyto německá armáda značila jako MP 760 (A).
Veškeré kořistní zbraně byly pečlivě evidovány a soustřeďovány ve zvláštních skladech podle typů.
Byly převážně přidělovány jako výzbroj speciálních jednotek k akcím v týlu Spojenců, koncem války v důsledku nedostatku pěchotních zbraní i ve výzbroji řadových prvosledových jednotek. Samopaly typu Thompson byly používány poměrně málo vzhledem k nedostatku střeliva .45 ACP. Použity například při ofenzívě v Ardenách jako výzbroj německých záškodníků v amerických uniformách.